# Marina Diamandis
Marina Lambrini Diamandis (grekiska: Μαρίνα-Λαμπρινή Διαμάντη), född 10 oktober 1985 i Brynmawr i Blaenau Gwent (men uppvuxen i Abergavenny, Monmouthshire), är en walesisk-grekisk sångerska och låtskrivare som uppträder under artistnamnet Marina, tidigare Marina and the Diamonds. 
I juni 2009 gavs sången "I Am Not a Robot" ut i Storbritannien. Andra kända låtar är "Hollywood", "Obsessions" samt "Are You Satisfied". Under 2010 gav hon ut sitt första album, The Family Jewels och släppte 2012 sitt andra, Electra Heart. Marina spelar för det mesta indiepop. Singeln i hennes andra album, "Primadonna" blev en stor hit. Albumet hade även en annan singel, som dock bara finns med i Deluxe-versionen av albumet, "Radioactive". Andra kända låtar från Electra Heart är "Power and Control", "Bubblegum Bitch", "Lies" och "Starring Role". 
Efter Froot gavs ut 2015 tog hon en paus från musik.
Efter att ha avbrutit sina studier flyttade Diamandis till London vid arton års ålder för att börja i en dansskola, men slutade efter två månader. Efter detta, under 2005, gick hon en ettårig sångkurs på västra London Musikskola kallad "Vocaltech". Hon gick på många auditions så som musikalen The Lion King.
I mars 2016 insåg Diamandis att hon inte längre hade samma engagemang och energi som tidigare. Hon beslöt sig därför att ta en paus från musiken, en paus som kom att vara under flera år där hon bland annat gick i terapi för att förstå sig själv och sin situation. Under 2018 övergav hon begreppet "Marina and the diamonds" för att framöver bara ge ut sin musik under eget namn. Under 2018 inledde hon också arbetet med en ny skiva. Skivan gavs ut 2019 under titeln Love + Fear. Hon släppte sitt femte studioalbum, Ancient Dreams in a Modern Land, i juni 2021.

## Biografi
Diamandis växte upp nära Abergavenny. Hon har en äldre syster. Hennes mor från Wales och far från Grekland träffades vid Newcastle University och separerade när Marina var fyra år gammal. Efter separationen återvände hennes far till Grekland men besökte ibland, medan Diamandis stannade kvar i en bungalow i Wales med sin mor; hon beskrev sin barndom som "enkel och idyllisk" och "fredlig, mycket normal, fattig."
När hon var 16 år flyttade hon till Grekland med sin far "för att få kontakt med mitt arv och lära sig att tala språket", och sjöng grekiska folklåtar med sin farmor.
Trots att hon inte hade en musikalisk bakgrund hade Diamandis en barndomskärlek för att skriva. Hon började först skriva musik när hon var 18 år; hon flyttade till London för att gå på dansskola, men slutade efter två månader. Hon studerade musik vid University of East London och gick över till en klassisk kompositionskurs i Middlesex University året därpå, men efter två månader hoppade hon av.

## Diskografi

### Studioalbum
- 2010 - The Family Jewels
- 2012 - Electra Heart
- 2015 - Froot
- 2019 - Love + Fear
- 2021 - Ancient Dreams in a Modern Land
- 2025 - Princess of Power

### EP
- 2007 - Mermaid Vs Sailor EP
- 2009 - iTunes Live: London Festival '09 EP
- 2009 - The Crown Jewels EP
- 2010 - The American Jewels EP
- 2010 - iTunes Live: London Festival '10 EP

### Singlar
- 2009 - "Mowgli's Road"
- 2010 - "Hollywood"
- 2010 - "I Am Not a Robot"
- 2010 - "Oh No!"Diamandis 2012
- 2010 - "Shampain"
- 2011 - "Radioactive"
- 2012 - "Primadonna"
- 2012 - "Power & Control"
- 2012 - "How to Be a Heartbreaker"
- 2014 - "Froot"
- 2014 - "Happy"
- 2015 - "Immortal"
- 2015 - "I'm A Ruin"

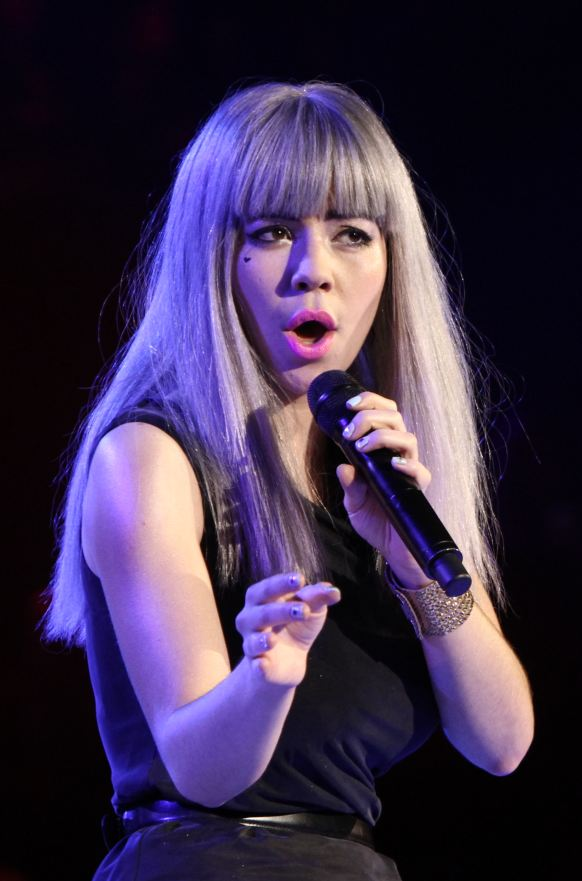
Diamandis 2012

- 2017 - "Disconnect (Feat. Clean Bandit)
- 2018 - "Baby (Feat. Clean Bandit, Luis Fonsi)
- 2019 - "Handmade Heaven"
- 2019 - "Superstar"
- 2019 - "Orange Trees"
- 2019 - "To Be Human"
- 2019 -  "Karma"
- 2019 - "About Love"
- 2020 - "Man's World"